# مارکوس بیگنوت
مارکوس بیگنوت (انگلیسی: Marcus Bignot؛ زادهٔ ۲۲ اوت ۱۹۷۴) بازیکن فوتبال اهل بریتانیا است.
از باشگاه‌هایی که در آن بازی کرده‌است می‌توان به باشگاه فوتبال کویینز پارک رنجرز، باشگاه فوتبال اولدهام اتلتیک، باشگاه فوتبال کرو آلکساندرا، باشگاه فوتبال براکلی تاون، باشگاه فوتبال بریستول راورز، باشگاه فوتبال کیدرمینستر هاریرس، باشگاه فوتبال میلوال، و باشگاه فوتبال سولیهال مورس اشاره کرد.
وی همچنین در تیم ملی فوتبال England C بازی کرده‌است.